# Outi Borgenström
Outi Borgenström, född den 24 januari 1956 i Tammerfors, är en finländsk orienterare som blev världsmästarinna i stafett 1978 och individuellt 1979, hon har även tagit två VM-silver och ett VM-brons.